# Hernán-Pérez
Hernán-Pérez (extremadurai nyelven Herramperi) település Spanyolországban, Cáceres tartományban. Hernán-Pérez Villa del Campo, Santibáñez el Alto, Pinofranqueado, Torrecilla de los Ángeles és Villanueva de la Sierra községekkel határos. Lakosainak száma 411 fő (2024).

## Népesség
A település népessége az elmúlt években az alábbi módon változott:
| Lakosok száma | 503  | 504  | 516  | 518  | 510  | 489  | 469  | 448  | 415  | 411  |
|               | 2001 | 2004 | 2006 | 2009 | 2011 | 2014 | 2016 | 2019 | 2021 | 2024 |